# مارتن س. سترونج
مارتن س. سترونج (بالإنجليزية: Martin C. Strong)‏ هو مؤرخ موسيقى ‏ بريطاني، ولد في 1960 في ماسلبره في المملكة المتحدة.